# Trachischium tenuiceps
Trachischium tenuiceps (жовточеревий вуж-червоїд) — вид змій родини полозових (Colubridae). Мешкає в Південній Азії.

## Опис
Довжина змії Trachischium tenuiceps становить 35 см, враховуючи хвіст довжиною 5 см. Верхня частина тіла чорнувата, нижня — жовтувата. Спинні луски гладкі, формують 13 рядів. У самців спинні луски в анальній області кілеподібні. Вентральних лусок 134—138, анальна пластинка розділена, субкаудальних лусок 34–39, вони також розділені.

## Поширення й екологія
Жовточереві вужі-червоїди мешкають у Гімалаях, на території Індії (Дарджиллінг, Сіккім, Аруначал-Прадеш), Тибету і Бутану. Вони живуть у вологих гірських субтропічних лісах, на висоті від 800 до 2400 м над рівнем моря. Ведуть наземний, нічний, напівриючий спосіб життя. Живляться дрібними жабами і ящірками. Відкладають яйця.